# Trevesia palmata
Espèce
Classification phylogénétique
Trevesia palmata est une espèce de plantes à fleurs de la famille des Araliaceae. Elle est originaire d'Asie. On la trouve en Chine, au Bangladesh, au Bhoutan, en Inde, au Népal, au Cambodge, au Laos, en Birmanie, en Thaïlande et au Viêt Nam.

## Synonymes
- Gastonia palmata Roxb. ex Lindl.
- Gilibertia palmata (Roxb. ex Lindl.) DC.

## Utilisations
Elle est utilisée comme plante ornementale et en cuisine.

## Galerie

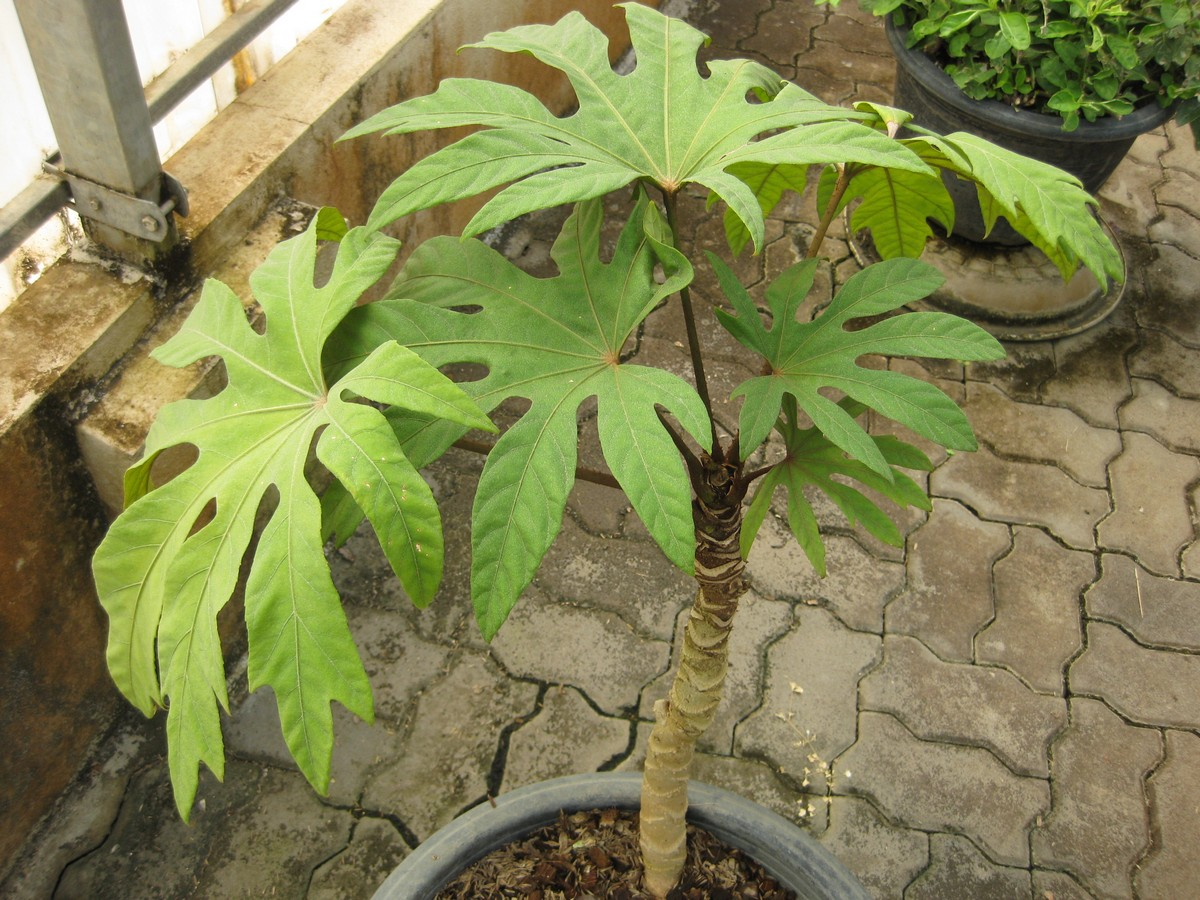
Trevesia palmata en pot, au Jardin botanique de la reine Sirikit, en Thaïlande.
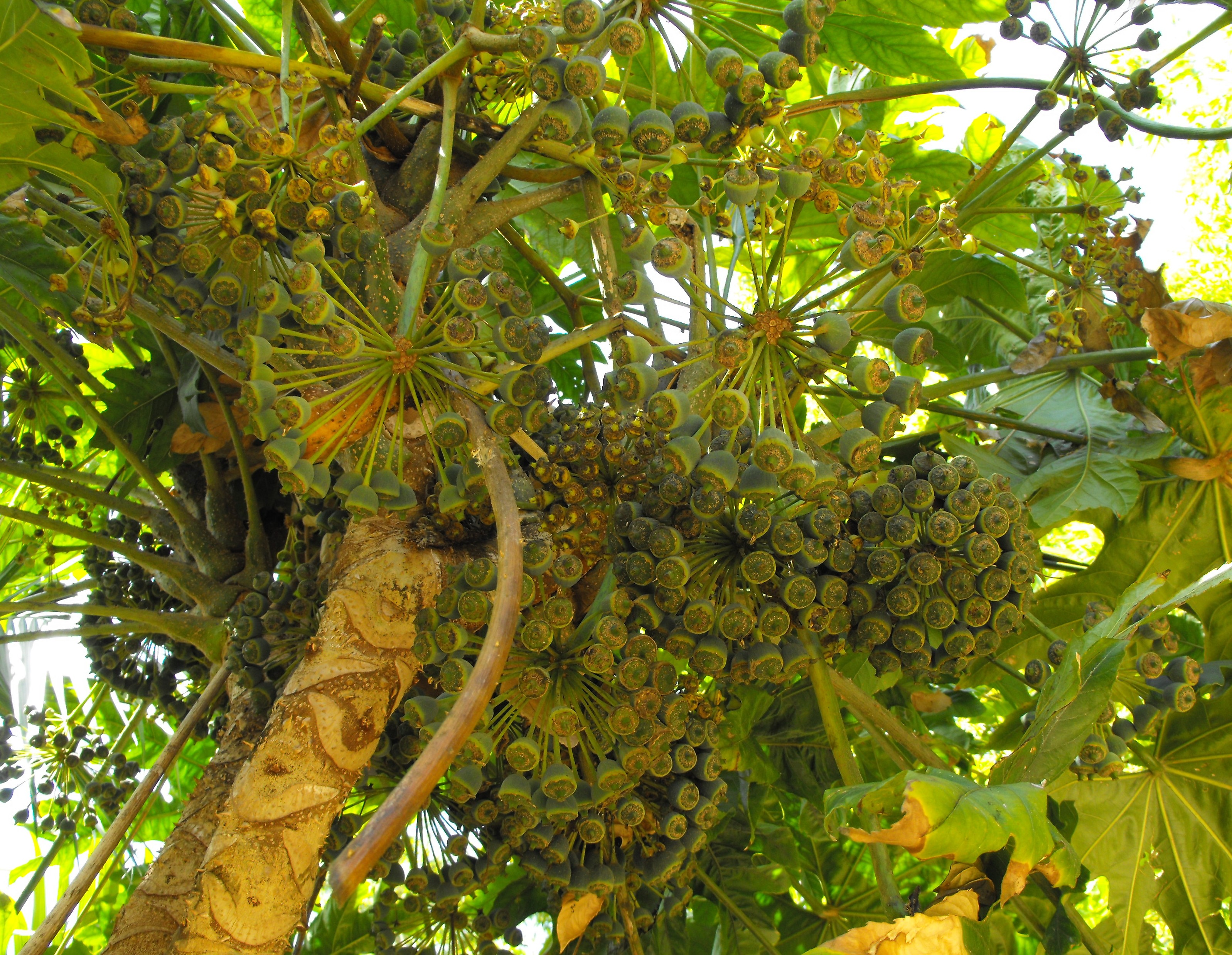
Trevesia palmata, au Jardin botanique de San Diego, en Californie, aux USA.
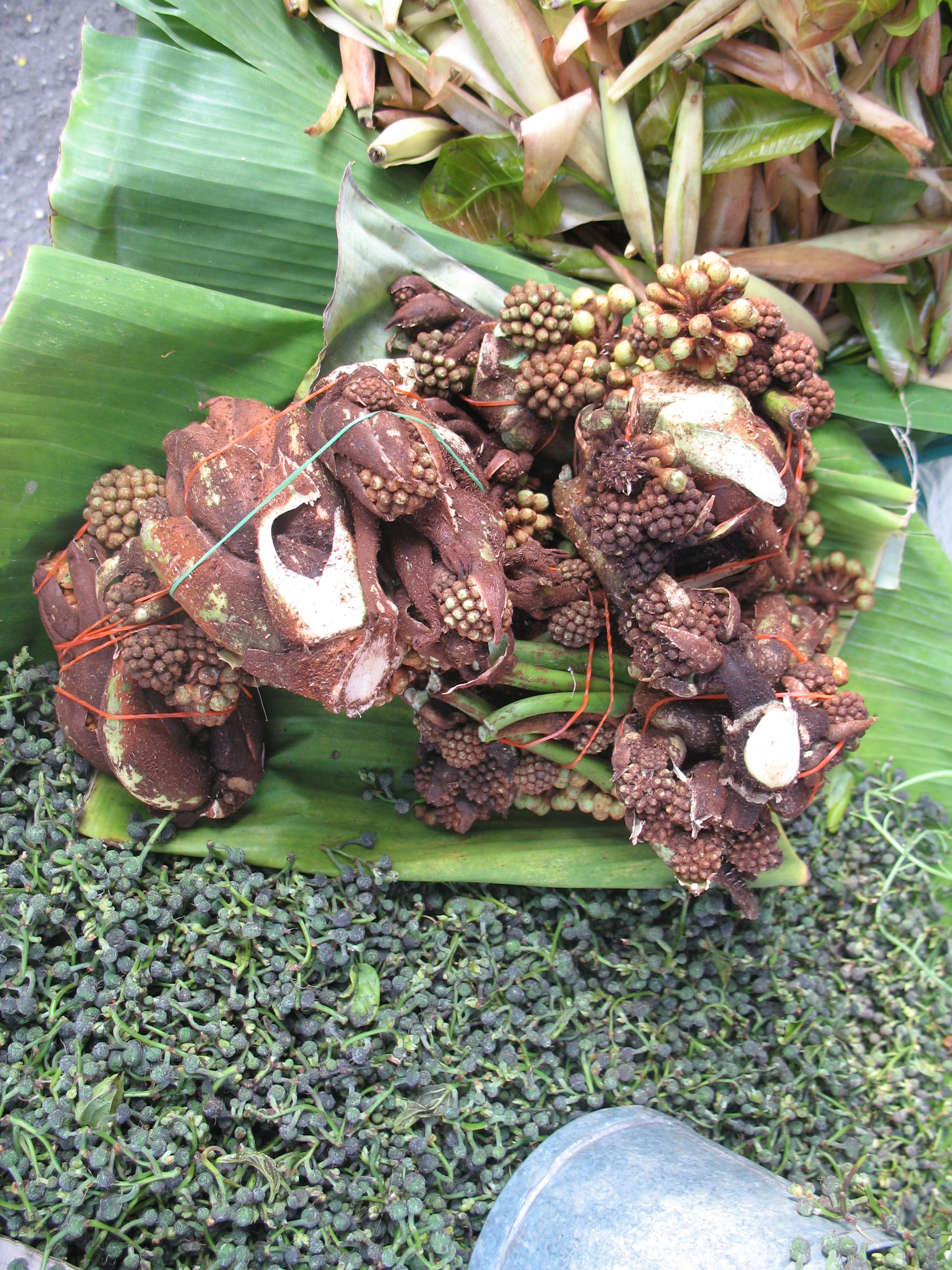
Inflorescences vendues au marché pour être cuisinées, au Laos.

## Remarque
Pour Trevesia palmata var. insignis (Miq.) C.B.Clarke, voir Osmoxylon insigne (Miq.) Becc.